# Provincias de Nepal
Las provincias de Nepal (en nepalí: नेपालका प्रदेशहरू; Nepalka Pradeshaharu) fueron creadas el 20 de septiembre de 2015 de conformidad con el anexo 4 de la Constitución de Nepal. Las siete provincias se formaron agrupando los distritos existentes y reemplazaron la anterior organización territorial donde el país era dividido en 14 zonas administrativas agrupadas en 5 regiones de desarrollo.

## Lista de provincias
| Provincia     | Capital       | Distritos | Área (km²)  | Población (2011) | Densidad (people/km²) | Mapa |
| ------------- | ------------- | --------- | ----------- | ---------------- | --------------------- | ---- |
| Koshi         | Biratnagar    | 14        | 25,905 km²  | 4,534,943        | 175                   |      |
| Madhesh       | Janakpur      | 8         | 9,661 km²   | 5,404,145        | 559                   |      |
| Bagmati       | Hetauda       | 13        | 20,300 km²  | 5,529,452        | 272                   |      |
| Gandaki       | Pokhara       | 11        | 21,504 km²  | 2,403,757        | 112                   |      |
| Lumbini       | Deukhuri      | 12        | 22,288 km²  | 4,499,272        | 219                   |      |
| Karnali       | Birendranagar | 10        | 27,984 km²  | 1,570,418        | 41                    |      |
| Sudurpashchim | Dhangadhi     | 9         | 19,539 km²  | 2,552,517        | 130                   |      |
| Nepal         | Katmandú      | 77        | 147,181 km² | 26,494,504       | 180                   |      |